# Fran Mérida
Francisco Mérida Pérez, becenevén Fran Mérida (Barcelona, 1990. március 4. –) spanyol (katalán) labdarúgó, jelenleg a CA Osasuna játékosa.

## Életpályája

### A Barcelona ificsapatában
Fiatal korában már kitűnt a tehetségével, kitűnő technikai képzettsége miatt hamar a Barca ificsapatában találta magát, ahol középpályást játszott. Jól ment neki Katalóniában a játék, de mivel itt még nem kaphatott profi szerződést az Arsenal csapatába igazolt, ahol a fiatalok nevelése magas szinten működik.

### Az első sikerek
Első (barátságos) meccsén (Boreham Wood 4-0) máris betalált egy gyönyörű támadás után. Első szezonjában csak a tartalékok között szerepelt felemás sikerekkel, de az U17-es válogatottal megnyerte az Európa-bajnokságot, melyben nagy szerepelt vállalt. A második találkozón Franciaország ellen 2-0-ra nyertek és Merida szerezte a második gólt. A döntőben Anglia ellen léptek pályára. Ezen a meccsen Fran három csapattársa ellen lépett pályára: Gavin Hoyte, Ryhs Murphy, valamint Henry Lansbury voltak az ellenfelei. A csapat diadalmaskodott, s ezzel elhódították a kupát. A meccs után a középpályás elmondta, mennyire örül a címnek, s hogy mennyire sajnálja a csapattársait, akik ellene játszottak. Így végződött első szezonja az Ágyúsoknál, s reméli, hogy a jó benyomás, melyet a vezetőségre tett arra sarkalja őket, hogy jövőre több szerepet adjanak neki.

## Sikerei, díjai

### Klub
- Atletico Madrid
  - UEFA-szuperkupa: 2010
- CA Osasuna
  - Segunda División: 2018–19

### Válogatott
- Spanyolország U17
  - U17-es labdarúgó-Európa-bajnokság: 2007

## Külső hivatkozások
- Atlético Madrid official profile
- BDFutbol profile
- Fran Mérida pályafutásának statisztikái a Soccerbase oldalon (angolul)

- Transfermarkt profile
- Sky Sports profile
- ESPN stats Archiválva 2010. április 13-i dátummal a Wayback Machine-ben